# Croke Park
A Croke Park (írül: Páirc an Chrócaigh) az ír labdarúgó válogatott stadionja Dublinban. A stadion 82 300 férőhelyes, ezzel Írországban a legnagyobb, Európában pedig az ötödik legnagyobb stadionként tartják számon.